# Марко Д'Алессандро
Марко Д'Алессандро (італ. Marco D'Alessandro, нар. 17 лютого 1991, Рим) — італійський футболіст, півзахисник «Монци».
Виступав за молодіжну збірну Італії.

## Клубна кар'єра
Народився 17 лютого 1991 року в місті Рим. Вихованець юнацьких команд футбольних клубів «Лаціо» та «Рома».
У дорослому футболі дебютував 2008 року виступами за команду клубу «Рома», в якій провів один сезон, взявши участь лише у 3 матчах чемпіонату. 
Наступні п'ять років грав в оренді у низці італійських команд. Спочатку протягом 2009—2010 років захищав кольори команди клубу «Гроссето».
Своєю грою за останню команду привернув увагу представників тренерського штабу клубу «Барі», до складу якого приєднався 2010 року. Відіграв за команду з Барі наступний сезон своєї ігрової кар'єри.
Протягом частини 2011 року захищав кольори команди клубу «Ліворно». Того ж 2011 року був орендований клубом «Верона», у складі якого провів наступний рік своєї кар'єри гравця.  Більшість часу, проведеного у складі «Верони», був основним гравцем команди.
З 2012 року два сезони захищав кольори команди клубу «Чезена». Граючи у складі «Чезени» також здебільшого виходив на поле в основному складі команди.
До складу «Аталанти» приєднався 2014 року. Протягом наступних трьох сезонів відіграв за бергамський клуб 71 матч в національному чемпіонаті. Згодом був відданий в оренду до «Беневенто», а протягом сезону 2018/19 також на умовах оренди захищав кольори «Удінезе». Влітку 2019 року був орендований клубом СПАЛ, який згодом викупив контракт гравця.
На початку 2021 року перебрався до лав іншого друголігового клубу, «Монци», з якою за півтора сезони здобув підвищення в класі, повернувшись до Серії A.

## Виступи за збірні
2007 року дебютував у складі юнацької збірної Італії, взяв участь у 26 іграх на юнацькому рівні, відзначившись 4 забитими голами.
Протягом 2010–2013 років залучався до складу молодіжної збірної Італії. На молодіжному рівні зіграв у 10 офіційних матчах.

## Статистика виступів

### Статистика клубних виступів
Станом на 29 травня 2022 року
| Сезон                | Команда              | Чемпіонат            | Чемпіонат | Чемпіонат | Національний кубок | Національний кубок | Національний кубок | Континентальні кубки | Континентальні кубки | Континентальні кубки | Інші змагання | Інші змагання | Інші змагання | Усього | Усього |
| Сезон                | Команда              | Ліга                 | Ігор      | Голів     | Ліга               | Ігор               | Голів              | Ліга                 | Ігор                 | Голів                | Ліга          | Ігор          | Голів         | Ігор   | Голів  |
| -------------------- | -------------------- | -------------------- | --------- | --------- | ------------------ | ------------------ | ------------------ | -------------------- | -------------------- | -------------------- | ------------- | ------------- | ------------- | ------ | ------ |
| 2008–09              | «Рома»               | A                    | 3         | 0         | КІ                 | 0                  | 0                  | ЛЧ                   | 0                    | 0                    | СІ            | 0             | 0             | 3      | 0      |
| 2009–10              | «Гроссето»           | B                    | 29        | 1         | КІ                 | 1                  | 0                  | -                    | -                    | -                    | -             | -             | -             | 30     | 1      |
| 2010-2011            | «Барі»               | A                    | 11        | 0         | КІ                 | 2                  | 1                  | -                    | -                    | -                    | -             | -             | -             | 13     | 1      |
| 2011                 | «Ліворно»            | B                    | 13        | 0         | КІ                 | -                  | -                  | -                    | -                    | -                    | -             | -             | -             | 13     | 0      |
| 2011–12              | «Верона»             | B                    | 27+1      | 1         | КІ                 | 2                  | 2                  | -                    | -                    | -                    | -             | -             | -             | 30     | 3      |
| 2012–13              | «Чезена»             | B                    | 32        | 2         | КІ                 | 2                  | 1                  | -                    | -                    | -                    | -             | -             | -             | 34     | 3      |
| 2013–14              | «Чезена»             | B                    | 39+3      | 3         | КІ                 | 2                  | 0                  | -                    | -                    | -                    | -             | -             | -             | 44     | 3      |
| Усього за «Чезену»   | Усього за «Чезену»   | Усього за «Чезену»   | 71+3      | 5         |                    | 4                  | 1                  |                      | -                    | -                    |               | -             | -             | 78     | 6      |
| 2014–15              | «Аталанта»           | A                    | 25        | 0         | КІ                 | 2                  | 0                  | -                    | -                    | -                    | -             | -             | -             | 27     | 0      |
| 2015–16              | «Аталанта»           | A                    | 23        | 3         | КІ                 | 2                  | 0                  | -                    | -                    | -                    | -             | -             | -             | 25     | 3      |
| 2016–17              | «Аталанта»           | A                    | 23        | 1         | КІ                 | 3                  | 0                  | -                    | -                    | -                    | -             | -             | -             | 26     | 1      |
| 2017–18              | «Беневенто»          | A                    | 16        | 1         | КІ                 | 1                  | 0                  | -                    | -                    | -                    | -             | -             | -             | 17     | 1      |
| серп. 2018           | «Аталанта»           | A                    | -         | -         | КІ                 | -                  | -                  | ЛЄ                   | 1                    | 0                    | -             | -             | -             | 1      | 0      |
| Усього за «Аталанта» | Усього за «Аталанта» | Усього за «Аталанта» | 71        | 4         |                    | 7                  | 0                  |                      | 1                    | 0                    |               | -             | -             | 79     | 4      |
| 2018–19              | «Удінезе»            | A                    | 21        | 0         | КІ                 | 0                  | 0                  | -                    | -                    | -                    | -             | -             | -             | 21     | 0      |
| 2019–20              | СПАЛ                 | A                    | 15        | 2         | КІ                 | 1                  | 0                  | -                    | -                    | -                    | -             | -             | -             | 16     | 2      |
| 2020-січ. 2021       | СПАЛ                 | B                    | 12        | 1         | КІ                 | 1                  | 0                  | -                    | -                    | -                    | -             | -             | -             | 13     | 1      |
| Усього за СПАЛ       | Усього за СПАЛ       | Усього за СПАЛ       | 27        | 3         |                    | 2                  | 0                  |                      | -                    | -                    |               | -             | -             | 29     | 3      |
| січ.-черв. 2021      | «Монца»              | B                    | 16+2      | 1+1       | КІ                 | -                  | -                  | -                    | -                    | -                    | -             | -             | -             | 18     | 2      |
| 2021–22              | «Монца»              | B                    | 31+4      | 2+1       | КІ                 | 1                  | 0                  | -                    | -                    | -                    | -             | -             | -             | 36     | 3      |
| Усього за «Монцу»    | Усього за «Монцу»    | Усього за «Монцу»    | 47+6      | 3+2       |                    | 1                  | 0                  |                      | -                    | -                    |               | -             | -             | 54     | 5      |
| Усього за кар'єру    | Усього за кар'єру    | Усього за кар'єру    | 339+10    | 18+2      |                    | 20                 | 4                  |                      | 1                    | 0                    |               | 0             | 0             | 370    | 24     |